# Rugby a 7 alla XXX Universiade
Il torneo di rugby a 7 della XXX Universiade si è svolto allo stadio ex NATO di Napoli dal 5 al 7 luglio 2019. Hanno preso parte alla competizione 8 rappresentative maschili e altrettante femminili.

## Podi

### Uomini
| Evento                        | Oro      | Argento   | Bronzo  |
| Rugby a 7 maschile (dettagli) | Giappone | Sudafrica | Francia |

### Donne
| Evento                         | Oro      | Argento | Bronzo |
| Rugby a 7 femminile (dettagli) | Giappone | Francia | Russia |